# Yvonne, princesse de Bourgogne
Pour les articles homonymes, voir Yvonne, princesse de Bourgogne (homonymie).
Yvonne, princesse de Bourgogne (Iwona, księżniczka Burgunda) est une pièce de théâtre de Witold Gombrowicz, publiée en 1938 et créée en 1957, à Varsovie. Définie comme une comédie par son auteur, elle conte l'histoire d'une jeune fille taciturne et apathique, Yvonne, que le fils du roi prend pour fiancée par défi et dont la passivité éveille les pulsions meurtrières de son entourage. Première pièce de Witold Gombrowicz, elle exprime déjà le problème de « l'anarchie illimitée de la forme », développé par l'écrivain dans la suite de son œuvre. Elle est la plus jouée et la plus populaire des pièces de son auteur. Plusieurs opéras en ont été tirés.

## Résumé
La pièce, que Witold Gombrowicz lui-même définit comme une comédie (dans ses Souvenirs de Pologne), est une parodie shakespearienne dont l'action se situe en un temps non défini, à la cour d'un royaume imaginaire : le « Burgunda » du titre original polonais évoque une princesse « du vin de Bourgogne » ou « d'un Bourguignon », et non directement de la région historique française.
Lors de la traduction de la pièce en français, l'auteur a d'ailleurs envisagé de lui donner plutôt pour titre La Princesse Anémie.

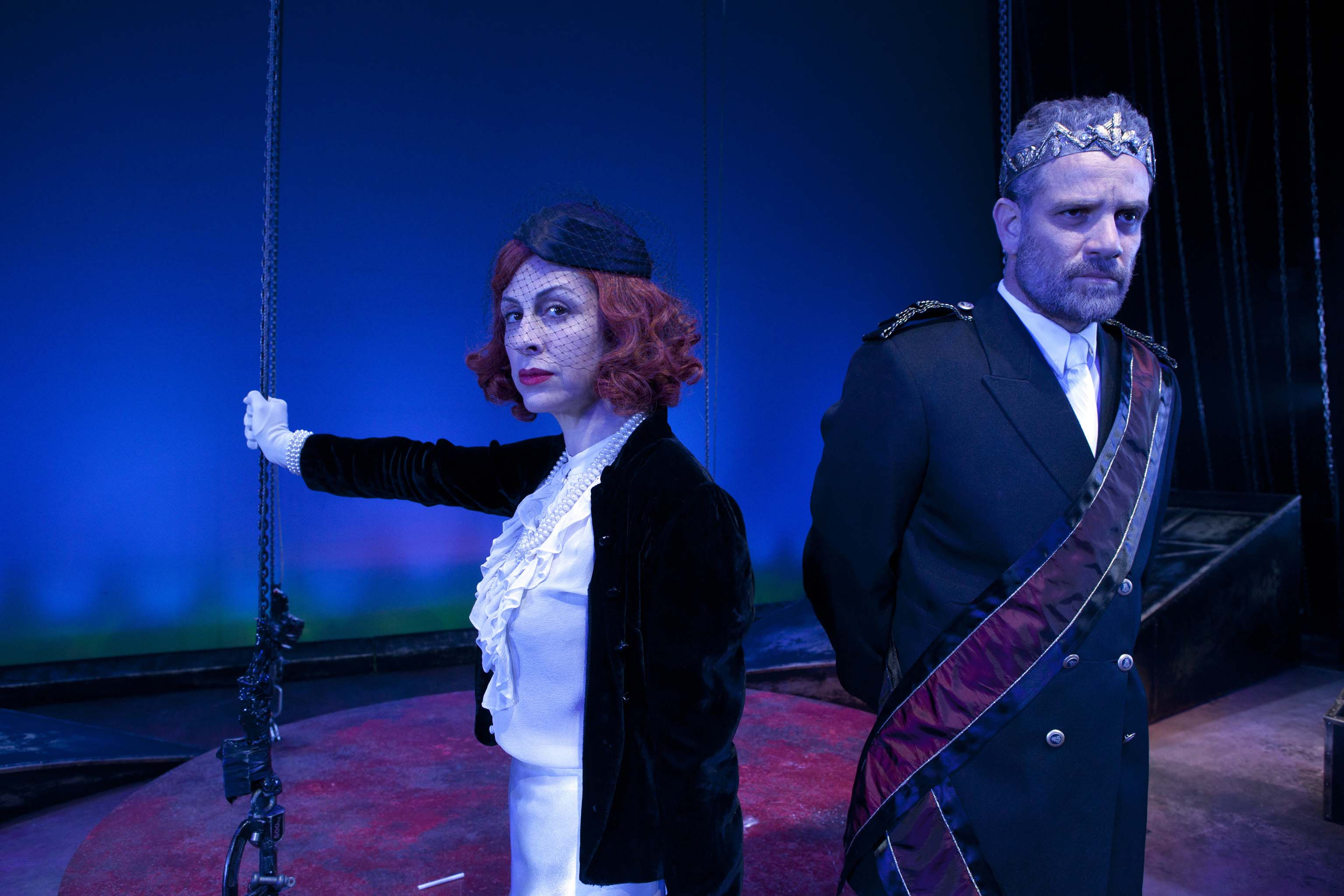
La reine Marguerite et le roi Ignace dans la mise en scène du théâtre Gesher.

Le prince Philippe, héritier du trône, recru d'ennui et de satiété, se rebiffe contre le protocole et ses cérémonies sans fin. Par défi, il se fiance à Yvonne, jeune roturière insignifiante et aussi taciturne que laide. Les parents du prince, la reine Marguerite et le roi Ignace, sont accablés.
Moquée par les courtisans, Yvonne reste muette et son silence devient provocation. Malgré des tentatives répétées, nul ne parvient à la faire parler et la tension monte à la cour. Le passé ressurgit et fait éclater les apparences du présent : le roi et son chambellan ont du sang sur les mains, le pouvoir royal n'est qu'une pure tyrannie et le rituel de cour une farce. Des idées de meurtre émergent et chacun de son côté rêve de commettre le crime. Pour finir, Yvonne, toujours silencieuse, est mise à mort en grande pompe, au cours d'un banquet donné en son honneur,.

## Analyses
« Yvonne est davantage issue de la biologie que de la sociologie […] ; elle est issue de cette région en moi où m’assaillait l’anarchie illimitée de la forme, de la forme humaine, de son dérèglement et de son dévergondage. C’était donc toujours en moi… et moi j’étais dedans… »

— Witold Gombrowicz, Testament : Entretiens avec Dominique de Roux

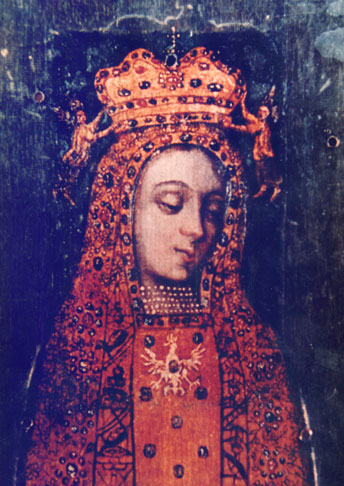
Marie, reine de Pologne, dont Yvonne, princesse de Bourgogne, paraît par certains traits une caricature.

Rappelant la formation juridique de l'écrivain, l'avocat Jean-Pierre Buyle (2007) relève dans la pièce l'omniprésence des lois, naturelles et humaines : Yvonne lui apparaît comme « une sorte d'Antigone » qui refuse de s'y soumettre ; le prince, qui échoue à leur échapper, illustre le thème, récurrent chez l'auteur, du conflit entre l'immaturité de la jeunesse et le poids de la « forme », la structure institutionnelle.
Anna Fialkiewicz-Saignes (2008), critique et spécialiste de littérature comparée, rapproche l'élimination d'Yvonne de la mise à mort du bouc émissaire : elle pointe dans le banquet final « un avatar de la fête sacrificielle » qui, dans la pensée de René Girard, permet à la collectivité de recréer son unité en donnant un exutoire à la violence qui la mine.
Aux yeux de Philippe Boesmans (2009), qui a composé un opéra à partir de la pièce, l'histoire d'Yvonne est axée sur le rapport entre désir et dégoût : « le désarroi du dégoût et celui du désir sont de la même famille » et c'est pourquoi le choix absurde du prince, en révélant la confusion qui règne au fond de chacun, bouleverse tout le monde.
Pour Katia Vandenborre (2009), attentive aux utilisations de la figure de Marie, « reine de Pologne », Witold Gombrowicz, par des signes tels que le silence d'Yvonne, comble de discrétion féminine, ou ses pleurs de Mater Dolorosa, combinés à son statut royal, esquisse une « caricature » de cette « allégorie nationale ». Sa mort, voulue par les autres mais provoquée par l'arête d'un poisson, symbole chrétien, peut évoquer une Pologne victime de ses voisins, aussi bien que du poids intérieur de la religion.

## Écriture et publications
Witold Gombrowicz commence l'écriture de la pièce en 1933, au chevet de son père malade et alors qu'il vient de publier son premier ouvrage, un recueil de contes, sous le titre de Mémoires du temps de l'immaturité. La genèse du texte est pénible : l'exploitation d'un thème abstrait poussé jusqu'à l'absurde confronte l'écrivain à d'importantes difficultés formelles. Achevée en 1935, la pièce est d'abord publiée dans la revue Skamander, en 1938.
En 1958 a lieu à Varsovie la première publication en volume, aux éditions PIW. L'auteur apporte à cette occasion quelques modifications à son texte de 1938 : les vingt-cinq répliques du personnage d'Yvonne, déjà brèves, sont alors réduites à sept. C'est cette édition, dont la couverture est dessinée par Tadeusz Kantor, qui sert ensuite de base aux traductions étrangères.
Une traduction française, due à Konstanty Jeleński et Geneviève Serreau, paraît en 1965. En 1968, l'auteur opère sur cette version de nouvelles coupures. Il supprime notamment les sept répliques d'Yvonne, précisant en didascalie, à côté de son nom : « Elle se tait. »

## Représentations et réception

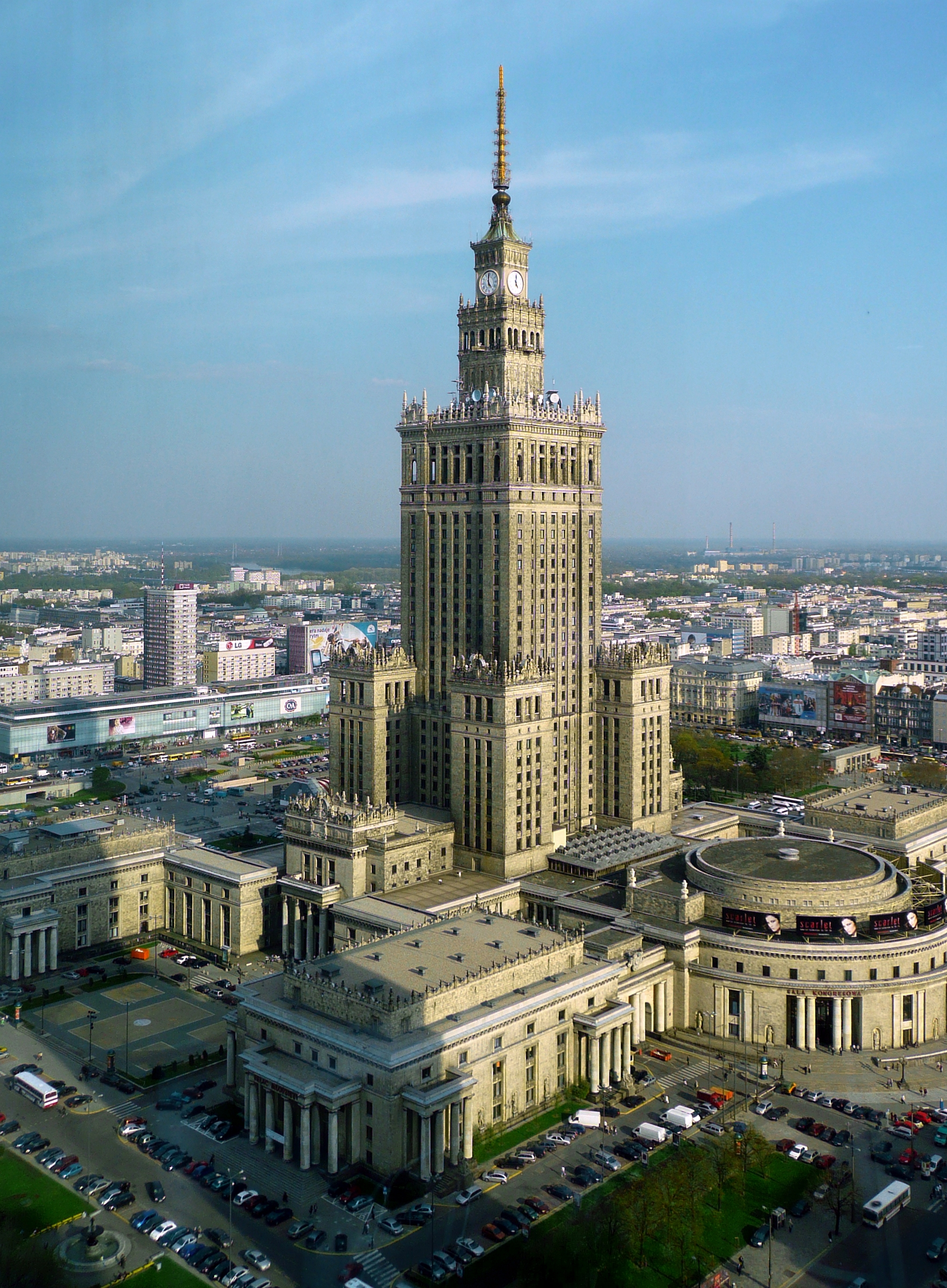
Le Palais de la culture et de la science où a lieu la création mondiale de la pièce.

La création mondiale de la pièce, la première de l'auteur à être portée à la scène, a lieu en novembre 1957 au Théâtre dramatique (Teatr Dramatyczny) de Varsovie, dans le Palais de la Culture et de la Science. La mise en scène est de Halina Mikolajska, le décor d'Andrzej Sadowski et Barbara Krafftowna tient le rôle d’Yvonne. La Pologne connaît alors une courte période de libéralisation qui permet la publication des œuvres de Witold Gombrowicz, à l'exception de son Journal. En février 1958, la pièce est retirée de l'affiche, après deux mois de représentations. Le théâtre de l'auteur disparaît ensuite des scènes polonaises. Ses pièces y sont à nouveau jouées à partir de 1974, alors que la publication de ses œuvres ne reprend dans le pays qu'en 1986.
En 1965, la pièce est jouée pour la première fois en Europe de l'Ouest, un an avant que le nom de Witold Gombrowicz ne commence à être cité pour le prix Nobel de littérature. En Suède, Alf Sjöberg crée la pièce au Théâtre royal dramatique de Stockholm. En France, Jorge Lavelli, après une première en août au Théâtre de Bourgogne, à Chalon-sur-Saône, la présente en septembre à Paris, au Théâtre de France (Odéon). En 1967, la pièce se joue à Nice : l'auteur assiste à cette occasion, pour l'unique fois de sa vie, à la représentation publique d'une de ses œuvres. Ingmar Bergman en assure par deux fois la mise en scène : la première à Munich, en 1980 ; la seconde à Stockholm, en 1995.
À partir de 1992, des productions professionnelles d'Yvonne sont montées aux États-Unis et au Canada et, dans ce dernier pays, à la fois en français et en anglais. Aux États-Unis, la première mise en scène professionnelle, à Los Angeles, par l'Odyssey Theatre Company, est un échec qui freine la diffusion de l'œuvre.
En 2002, elle est présentée pour la première fois sur la côte Est, à Philadelphie, dans une mise en scène de David Disbrow. Parmi toutes les productions de la pièce, la plus étudiée est l'adaptation de Boris Blacher pour l'opéra, créée en 1973.
En Europe centrale et orientale, la chute du bloc de l'Est permet à un nouveau public de découvrir l'œuvre dramatique de Gombrowicz. En 2004, la première de la pièce en Biélorussie froisse le gouvernement en place. En Pologne, les mises en scène sont nombreuses mais la complexité des rapports de l'écrivain avec son pays natal masque la portée universelle de l'œuvre, qui est longtemps restée la moins étudiée de ses pièces dans les études littéraires polonaises.
Yvonne, princesse de Bourgogne est la pièce la plus jouée et la plus populaire de Witold Gombrowicz. Elle représente plus de la moitié des mises en scène de cet auteur durant le demi-siècle qui suit 1957, soit environ 210 sur 410, dans 29 pays différents (sur cet ensemble, la Pologne en représente un cinquième et le monde germanophone plus de 88, soit deux fois plus) : ces données sont du même ordre de grandeur que celles de certaines tragédies grecques classiques.

## Adaptations à l'opéra

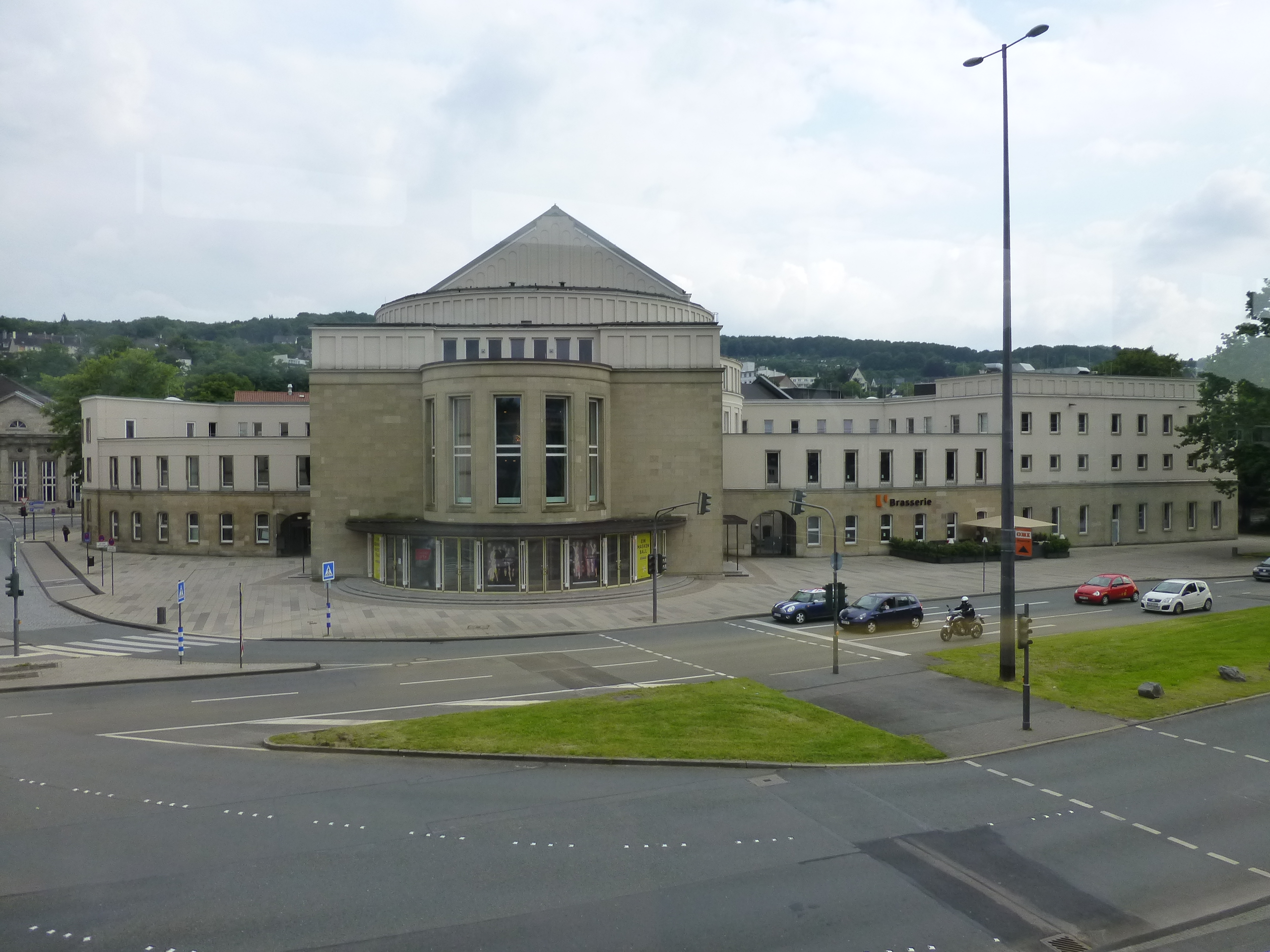
L'opéra de Wuppertal (en 2013), où a été créée la première œuvre lyrique tirée de la pièce.

Quatre opéras sont tirés de la pièce :
- Yvonne, Prinzessin von Burgund (en), composé en 1972 par Boris Blacher, dont c'est la dernière œuvre lyrique[13] et qui est aussi l'auteur du livret en allemand[14] ; créé le 15 septembre 1973 à l'opéra de Wuppertal, dans une mise en scène de Kurt Horres[4] où le rôle-titre muet est dansé par Pina Bausch[13] ;
- Yvonne, opéra de chambre d'Ulrich Wagner, sur un livret en allemand, créé en 1998 à Krefeld, dans une mise en scène de Marcus Lobbes[15] ;
- Iwona, księżniczka Burgunda, de Zygmunt Krauze, sur un livret en polonais, dont la première mondiale a lieu en 2004 à Paris, au théâtre Sylvia-Montfort, dans une mise en scène de Grzegorz Jarzyna[15] ;
- Yvonne, princesse de Bourgogne, de Philippe Boesmans, sur un livret en français, créé en janvier 2009 à Paris, à l'opéra Garnier[13], dans une mise en scène de Luc Bondy[15].